# Kommandantenhaus Wismar
Das ehemalige schwedische Kommandantenhaus Wismar in Wismar-Altstadt, Am Markt 15, steht unter Denkmalschutz. Das Haus wird heute durch die Sparkasse Mecklenburg-Nordwest genutzt.

## Geschichte
Die zweigeschossigen Giebelhäuser wurden im Stil der Niederländischen Renaissance im späten 16. Jahrhundert gebaut. Die prägenden zwei Stufengiebel haben Voluten und jeweils einen runden oberen Abschluss. 
Im Dreißigjährigen Krieg eroberten 1632 die Schweden die Stadt. Die schwedische Herrschaft über Wismar endete de facto 1803. Ab 1632 waren die Häuser das schwedische Kommandantenhaus. Sie wurden 1801 umgebaut zu einem Kaufmannshaus. Um 1879 erfolgte nach Plänen von Heinrich Thormann die Restaurierung der Häuser für seinen ältesten Bruder, den Kaufmann David Thormann. Dieser übereignete seine reichen Kunstschätze und Bilder dem Schweriner Museum.

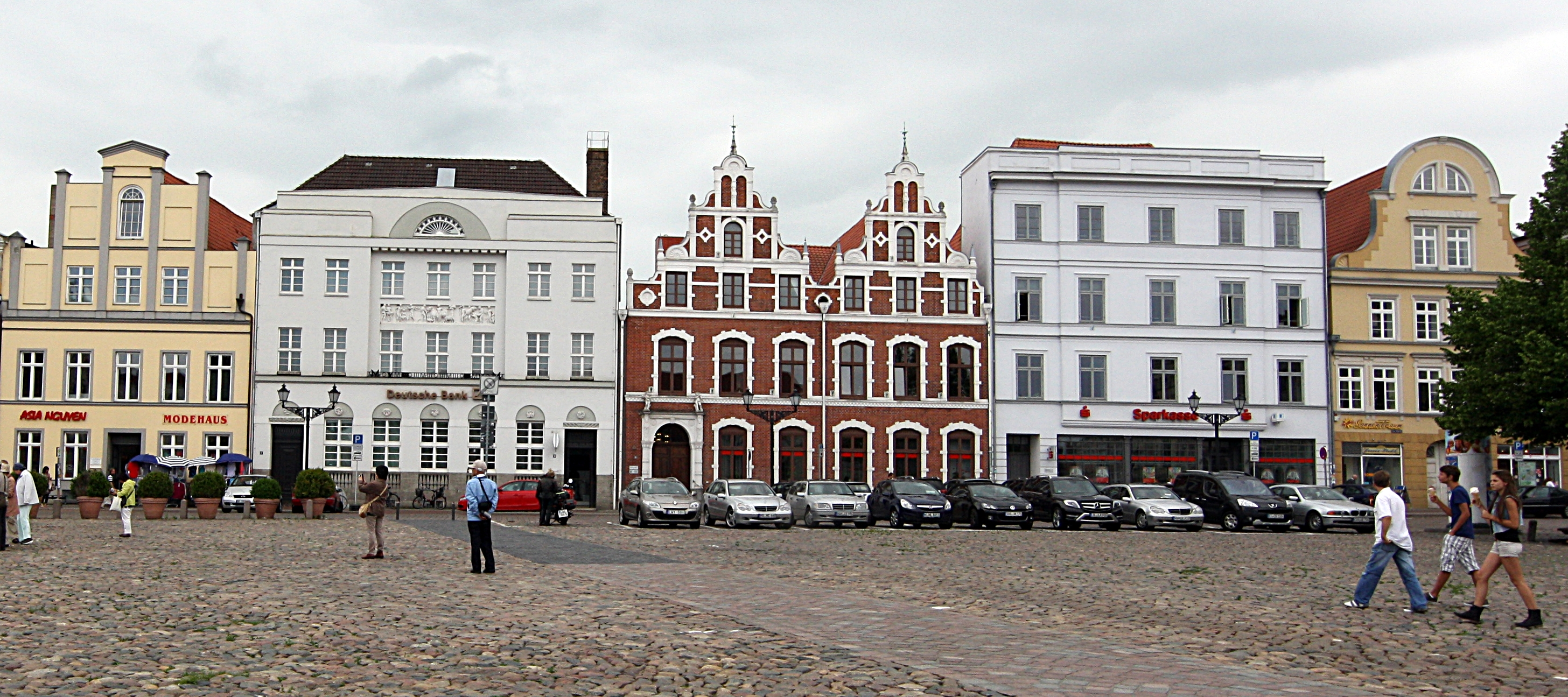
Wismar, Marktplatz

Seit 1930 ist hier die Geschäftsstelle der Sparkasse in Wismar. Bemerkenswert ist der historische Saal im ersten Obergeschoss.
In direkter Nachbarschaft befindet sich auf dem Platz die Wasserkunst Wismar sowie von rechts nach links die Häuser Deutsches Haus (Nr. 13), ein Wohn- und Geschäftshaus (Nr. 14), ein Bankgebäude (Nr. 17) und das Wohn- und Geschäftshaus Am Markt 18, welche auch unter Denkmalschutz stehen.